# NK Naklo
Nogometni klub Naklo (tiếng Việt: Câu lạc bộ bóng đá Naklo), thường hay gọi NK Naklo hoặc đơn giản Naklo, là một câu lạc bộ bóng đá Slovenia đến từ Naklo. NK Naklo thi đấu tổng cộng bốn mùa giải ở Giải bóng đá vô địch quốc gia Slovenia, hạng cao nhất của nước trong thập niên 1990. Câu lạc bộ giải thể năm 2010 sau khi không nhận được chứng chỉ thi đấu cấp bởi Hiệp hội bóng đá Slovenia, và sau đó trong cùng năm đã được tái lập.

## Thay đổi tên gọi
Tên gọi câu lạc bộ xuyên suốt lịch sử:
- Športni klub Slovan (1936-1946)
- Fizkulturno društvo Naklo (1946-1952)
- TVD Partizan Naklo (1952-1990)
- NK Živila Naklo (1990-1995)
- NK Naklo (1995-nay)

## Danh hiệu
- Giải bóng đá hạng tư quốc gia Slovenia: 1

2009-10